# Шаховський Всеволод Миколайович
Князь Всеволод Миколайович Шаховський (13 (25) вересня 1874 — 17 серпня 1954) — російський державний діяч, міністр торгівлі та промисловості (1915—1917). Дійсний статський радник (1912), гофмейстер (1910).

## Біографія
Походив з княжого роду, що походить від династії Рюриковичів. Онук князя Івана Яковича Шаховського (1820—1859). Землевласник Новоладозького повіту Петербурзької губернії.
Отримав військово-морську освіту в Морському кадетському корпусі (1893), під час навчання в якому здійснив ряд плавань у складі екіпажів імператорських яхт (1894—1896).
Із 1898 року на державній службі, послідовно працював у Міністерстві фінансів (з 1898), Головному управлінні торговим мореплавством і портами (1902—1905 рр., секретар головноуправляючого вел. кн. Олександра Михайловича), Міністерстві промисловості та торгівлі (1905—1915 рр., чиновник особливих доручень, керуючий адміністративною частиною Відділу торгових портів, начальник Управління внутрішніх водних шляхів (з 1910), керуючий Міністерством (з 18 лютого 1915 р.)).
6 травня 1915 року призначений міністром торгівлі і промисловості. Із 17 серпня 1915 року голова Особливої наради для обговорення та об'єднання заходів щодо забезпечення паливом.
У дні Лютневої революції з 1 по 5 березня перебував під арештом. У 1919 році емігрував до Данії, в 1920 році приїхав до Франції. Землевласник, жив переважно у своєму маєтку біля міста Тур. Займався розведенням бджіл. Один із засновників православної парафії в Турі, був його почесним піклувальником, старостою і представником на єпархіальних з'їздах, жертвував кошти на потреби парафії та приписної громади в Анже (департамент Мен і Луара). Був директором церковної школи. Член Союзу ревнителів пам'яті імператора Миколи II (з 1928). Почесний член Морських зборів, член Об'єднання Гвардійського екіпажу. У 1936 обраний почесним головою Союзу колишніх російських службовців відомства шляхів сполучення.

## Нагороди
- Звання камер-юнкера (1900)
- Орден Святої Анни ІІІ ступеня (1901)
- Найвища милість (1907)
- Звання камергера (1908)
- Посада гофмейстера (1911)
- Високе благовоління (1912)
- Орден Святого Володимира ІІІ ступеня (1913)
- Медаль «У пам'ять царювання імператора Олександра III»
- Медаль «У пам'ять 300-річчя царювання дому Романових»
- Орден Корони ІV ступеня (Королівство Пруссія)

## Праці
- Шаховской В. Н. «Sic transit gloria mundi» (Так проходит мирская слава). 1893-1917 гг. — Париж, 1953. — 215 с.
- Шаховской В. Н. Так проходит мирская слава. 1893–1917 / вступ. ст. и коммент. С. В. Куликова. — М. : Ретроспектива; Кучково поле, 2019. — 688 с. — (Живая история) — 1000 прим. — ISBN 978-5-9950-0990-0.